# Храм Аполона Епикура у Баси
Баси (грч. Βάσσες Φιγαλείας, лат. Bassae – што значи „мала долина у стенама”) је археолошко налазиште у Ојхалији, општини у североисточном делу Месеније, Грчка. У класичној антици био је део Аркадије. Баси се налази у близини села Склирос, североисточно од Фигалеје, јужно од Андритсаине и западно од Мегалополиса. Познат је по добро очуваном храму Аполона Епикурија из средине па до краја 5. века пре нове ере.
Иако је овај храм географски удаљен од главних држава античке Грчке, он је један од најпроучаванијих древних грчких храмова због мноштва необичних карактеристика. Баси је био први грчки локалитет који је уписан на листу светске баштине 1986. године.

## Историја храма Аполона Епикурија
Храм је био посвећен Аполону Епикуриосу („Аполону помоћнику“). Налази се на надморској висини од 1.131 метар на обронцима планине Котилион. Његова изградња се поставља између 450. п. н. е. и 400. године пре нове ере, куга за коју се односила његова посвета вероватно је била куга у Атини из 430. пре Христа. Наводно га је дизајнирао Иктинос, архитекта Партенона у Атини. Савремени научници као што је А. В. Лоренс сумњају у ово, као да је коришћени дорски поредак „изузетно сличан” оном у Партенону, где се разликују да је Баси „старомодан”, али је вероватно изграђен касније.
Антички писац Паусанија велича храм као помрачење свих других на Пелопонезу осим храма Атине Алеје у Тегеји по лепоти свог камена и хармонији његове конструкције.
Паусанија га је описао у 2. веку нове ере:
Фигалија је окружена планинама, са леве стране планина која се зове Котилиос. . . Удаљеност од града до планине Котилиос је четрдесетак стадија. На планини је место које се зове Баси, и храм Аполона Епикурија (Помагача), који је, укључујући и кров, од камена. Од храмова на Пелопонезу, овај би се могао поставити на прво место после оног у Тегеји по лепоти свог камена и по симетрији. Аполон је добио име по помоћи коју је пружио у време куге, као што су му Атињани дали име Алексикакос (Одвратник од зла) јер је одвратио кугу од себе. У време рата између Пелопонежана и Атињана он је спасао и Фигаљане, и ни у једном другом тренутку, доказ су два Аполонова презимена, која имају практично исто значење, као и чињеница да је Иктинос, архитекта храма у Фигалији, био Периклеов савременик и да је за Атињане саградио оно што се зове Партенон. Моја прича је већ рекла да се Аполон на плочицама налази на пијаци Мегалополиса.
Храм је био у употреби до 4. или 5. века нове ере, када су сви пагански храмови били насилно затворени током прогона пагана у касном Римском царству. Вероватно због удаљености места храм је остао необично добро очуван. Прикази уметника, који почињу почетком 19. века, показују да птерон или спољашња колонада стоји комплетна, а архитрав скоро исто тако. Унутрашњи зидови су били маса палих блокова, али релативно мало њих је уклоњено за поновну употребу, што је нормална судбина ових комада погодне величине.

### Изградња и уређење
Храм је оријентисан у правцу север-југ, за разлику од већине грчких храмова који су поређани у правцу исток-запад, а њен главни улаз је са севера. Ово је било неопходно због ограниченог расположивог простора на стрмим падинама планине. Да би се превазишло ово ограничење, врата су постављена са стране храма, можда да би се пустила светлост да осветли култну статуу.
Храм је релативно скромне величине, са стилобатом димензија 38,3 к 14,5 метара који садржи дорски перистил од шест пута петнаест стубова (хексастил). Предложено је да је централни простор на крову остављен отворен за пролаз светлости и ваздуха, али нема доказа о овој особини. Храм је у потпуности изграђен од сивог аркадијског кречњака осим Баси фриза који је исклесан од мермера (вероватно у античко доба обојен бојом). Као и већина великих храмова, он има три „собе“ или тремове: пронаос, плус наос и опистодомос. У наосу је можда била смештена култна статуа Аполона, иако се такође претпоставља да је једина „протокоринтска“ престоница коју је открио Чарлс Роберт Кокерел и коју је потом изгубио у мору, можда била на врху једног стуба који је стајао у центру наоса, и да је замишљен као аниконичка репрезентација Аполона Бореалиса. Храму недостају нека оптичка побољшања пронађена у Партенону, као што је суптилно закривљени под, иако стубови имају ентазис.
Храм је необичан по томе што има примере сва три класична реда коришћена у старој грчкој архитектури: дорски, јонски и коринтски. Дорски стубови формирају перистил, док јонски стубови подржавају унутрашњост, а један коринтски стуб се налази у центру унутрашњости. Коринтски капител је најранији пример поретка који је пронађен до данас.
Споља је био релативно ретко украшен. Унутра је, међутим, постојао непрекидни јонски фриз који приказује Атињане у борби са Амазонкама и Лапита у борби са Кентаурима. Метопе овог фриза је уклонио Кокерел и однео их у Британски музеј 1815. године (још се могу видети у Галерији 16 Британског музеја, у близини Елгин Марблес). Кокерел је украсио зидове Великог степеништа музеја Ешмол и зидове Клуба путника гипсаним одливцима истог фриза.

### Поновно откривање и уклањање од стране Британаца
Храм у Баси је први приметио у новембру 1765. године француски архитекта Ј. Боши, који је градио виле у Закинтосу и наишао на њега сасвим случајно, препознао га је са његовог места, али када се вратио да поново погледа, убили су га разбојници. Чарлс Роберт Кокерел и Карл Халер фон Халерштајн, пошто су обезбедили скулптуре на Егини, надали су се још успеха у Баси 1811. Међутим, сви Халерови пажљиви цртежи локације су изгубљени у мору.
Године 1812. британски антиквари истраживали су остатке. Однели су скулптуре укључујући 23 плоче са јонског фриза цела у Занте. Дозволу за истраживање им је дао Вели паша, османски гувернер Пелопонеза, који је подмићен да се одрекне свог права на налазе, а фриз је на аукцији купио Британски музеј 1815. године. Метопе овог фриза је лично уклонио Кокерел. Скулптуре фриза су објављене у Риму 1814. године, а званично у Британском музеју 1820. Остале брзе посете довеле су до даљих публикација. Прво потпуно објављено ископавање почело је тек 1836, извели су га руски археолози, међу којима и сликар Карл Брјулов. Можда најупечатљивије откриће била је најстарија коринтски ред пронађена до данас. Неки од пронађених артефаката изложени су у Пушкиновом музеју лепих уметности у Москви.
Године 1902, грчко археолошко друштво из Атине је спровело систематска ископавања овог подручја под вођством археолога Константиноса Куруниотиса, заједно са Константином Ромаиосом и Панагиотисом Каввадиасом. Даља ископавања вршена су 1959, 1970. и 1975–1979, под руководством Николаоса Гиалоуриса.

### Презервација
Локалитет, удаљеност, храма, (Паусанија је једини древни путник чије су напомене о Басама преживеле) ишла је у прилог његовом очувању. Други, приступачнији храмови су оштећени или уништени ратом или сачувани само претварањем у хришћанске цркве. Аполонов храм је избегао обе ове судбине. Због своје удаљености од великих градских подручја, такође има мање проблема са киселим кишама које брзо растварају кречњак и оштећују мермерне резбарије.
Аполонов храм је тренутно прекривен белим шатором како би се рушевине заштитиле од непогода. Конзерваторски радови се тренутно изводе под надзором Комитета за конзервацију храма Аполона Епикурија грчког Министарства културе, са седиштем у Атини.